# Margherita II di Hainaut
Margherita II di Hainaut, o Margherita I di Olanda e di Zelanda (1311 – Quesnoy, 23 giugno 1356), è stata contessa di Hainaut dal 1345 al 1356 e contessa di Olanda e di Zelanda (con il nome di Margherita I) dal 1345 al 1354, consorte dell'imperatore Ludovico il Bavaro.

## Origine
Margherita era la figlia femmina primogenita del Conte di Hainaut e conte d'Olanda e di Zelanda, Guglielmo e della moglie Giovanna di Valois (1294-6 aprile 1342), la figlia terzogenita di Carlo di Valois e di Margherita d'Angiò, e come ci ricorda la Chronologia Johannes de Beke, era sorella del futuro re di Francia (1328) Filippo VI.
Guglielmo I (o Guglielmo III d'Olanda) era il figlio maschio terzogenito del Conte di Hainaut e conte d'Olanda e di Zelanda, Giovanni e della moglie Filippa di Lussemburgo (1252-6 aprile 1311), figlia di Enrico V di Lussemburgo e Marguerite di Bar (1220-1275).

## Biografia
Suo padre, che era divenuto conte di Hainaut, di Olanda e di Zelanda, nel 1304, nella decennale guerra contro i Dampierre, che erano signori della contea delle Fiandre, si era avvicinato al re di Francia, Filippo IV il Bello, e, dopo di lui, ai suoi figli; ponendo fine alla guerra col Trattato di Parigi, sottoscritto con Luigi I di Fiandra, il 6 marzo 1323 a Parigi; attraverso il quale vennero concluse tutte le dispute tra i Dampierres e gli Avesnes sulla Contea di Zelanda. Il trattato stabilì che Luigi I rinunciava ai diritti feudali fiamminghi sulla Zelanda, sulle sue isole e le sue acque e riconosceva il Conte d'Olanda quale Conte di Zelanda..
Nel 1320, Margherita fu fidanzata con Edoardo, figlio del re d'Inghilterra Edoardo II e di Isabella di Francia, cugina di sua madre, Giovanna di Valois, come risulta da una lettera del novembre 1320, contenuta nelle Fœdera, Conventiones, Literæ 3rd Edn (London), Tome II, Pars II, di Edoardo II inviata al Papa Giovanni XXII, per la richiesta di una dispensa, per la consanguineità; la dispensa fu negata e pare che ne fu concessa una Margherita per potersi sposare con un consanguineo di terzo o quarto grado, nel 1321, purché non fosse Edoardo, figlio di Edoardo II
Nel 1324, Margherita, a tredici anni, fu data in moglie al duca di Baviera, re di Germania e futuro imperatore, Ludovico IV di Wittelsbach, detto il Bavaro (1282-1347).
Nel 1326, suo padre, Guglielmo I aiutò, mettendo a disposizione la cavalleria dell'Hainaut, la regina d'Inghilterra Isabella di Francia (cugina della di lui moglie Giovanna di Valois) ed il figlio, Edoardo a preparare una spedizione contro il re (e marito di Isabella) Edoardo II ed il suo favorito Hugh le Despenser. Con l'occasione il futuro re d'Inghilterra Edoardo fu fidanzato alla sorella di Margherita, Filippa di Hainaut; che poi sposò nel 1328.
All'inizio della guerra dei cento anni, suo padre, Guglielmo I, si schierò dalla parte del genero Edoardo III d'Inghilterra contro il proprio cognato Filippo di Valois, re di Francia e formò una coalizione con il re d'Inghilterra, il duca di Brabante, il duca di Gheldria, l'arcivescovo di Colonia e il conte di Juliers, ma morì poco dopo; secondo la Chronologia Johannes de Beke, si ammalò e morì il 7 giugno 1337 e fu sepolto a Valenciennes. Alla morte di Guglielmo come conte di Hainaut, di Olanda e di Zelanda, gli succedette il figlio Guglielmo II.
Nel gennaio 1328, suo marito, Ludovico venne incoronato imperatore a Roma
In quegli anni, suo marito Ludovico, per via della parentela, strinse alleanza (1337) con Edoardo III, sancita da un incontro, l'anno successivo
Suo fratello, Guglielmo II dopo aver partecipato ad una delle Crociate del Nord, in Lituania, a fianco dell'Ordine Teutonico, al ritorno, nel 1345, si trovò a dover pacificare la Frisia (in parte dipendente dai conti d'Olanda) in rivolta, e fu ucciso in uno scontro coi ribelli, come ci viene narrato nel cap. 87b dalla Chronologia Johannes de Beke, e fu sepolto abbazia Floridus campus nei pressi di Bolsward.
Alla sua morte, senza eredi, i titoli (Hainaut, Olanda, Zelanda e Frisia) passarono a Margherita, la maggiore delle sue sorelle, in quanto le furono assegnati dal marito, l'imperatore Ludovico il Bavaro, trascurando le legittime aspettative della altre sorelle.
Ella nominò dei governatori quindi per le contee di cui era divenuta titolare, fino a che, dopo la morte del marito non assunse lei stessa il loro governo. A questo punto dovette affrontare l'opposizione del figlio Guglielmo che secondo la Chronologia Johannes de Beke, governò la contea d'Olanda. Nonostante l'intervento degli inglesi a suo favore, Margherita aveva dovuto combattere Guglielmo e cedere l'Olanda al figlio nel 1351 ed il rispettivo titolo tre anni dopo, quando abdicò a favore del figlio.
Margherita morì due anni dopo a Quesnoy e fu sepolta a Valenciennes, ed il figlio, Guglielmo le succedette anche nella contea di Hainaut.

## Matrimonio e discendenza
Margherita aveva sposato il duca di Baviera, re di Germania e imperatore, Ludovico IV di Wittelsbach, detto il Bavaro (1282-1347), figlio, secondo la Notæ Fuerstenfeldenses de Ducibus Bavariæ, del duca dell'Alta Baviera Ludovico II (il Severo) e di Matilde d'Asburgo; per Ludovico era il secondo matrimonio, essendo vedovo di Beatrice di Slesia-Glogau, figlia di un duca polacco.
Margherita a Ludovico diede 10 figli:
- Margherita (1325 – 1374), forse andò in sposa a Giovanni di Wittelsbach  (1329 – 1340), ultimo duca di Bassa-Baviera (questo matrimonio viene confermato dal Henricus Dapifer de Diessenhoven 1316-1361[21], dove il nome della sposa non viene menzionato[22]), poi andò in sposa nel 1351 al figlio di Carlo Roberto d'Angiò, Stefano (1332 – 1354), Duca di Transilvania, Slavonia, Croazia e Dalmazia (questo matrimonio viene confermato, nel 1350, dal Henricus Dapifer de Diessenhoven 1316-1361[23], e successivamente, nel 1358, a Gerlach di Hohenlohe († 1392 circa);
- Anna (1326 –  1361), andata sposa a Giovanni di Wittelsbach  (1329 – 1340), ultimo duca di Bassa-Baviera (questo matrimonio viene confermato dal Henricus Dapifer de Diessenhoven 1316-1361[21], dove il nome della sposa non viene menzionato[24]); comunque divenne suora a Fontenelles, vicino a Valenciennes;
- Elisabetta (1329 – 1402), andata sposa nel 1350 a Cangrande II della Scala (1332 – 1359), signore di Verona, come ci viene confermato dal Henricus Dapifer de Diessenhoven 1316-1361[23] e, dopo la morte di quest'ultimo, nel 1362, a Ulrico di Württemberg (1342 –  1388), figlio di Eberardo II, conte di Württemberg;
- Ludovico VI di Baviera, detto il Romano[25](1328 –  1365), duca dell'Alta-Baviera e Principe elettore del Brandeburgo dal 1356;
- Guglielmo (1330 –  1389), duca di Baviera-Straubing, conte di Hainaut, di Olanda e di Zelanda[26];
- Alberto[27] (1336 – 1404), duca di Baviera-Straubing, conte di Hainaut, di Olanda e di Zelanda[28];
- Ottone V di Baviera (1341 – 1379), duca di Alta-Baviera e Principe elettore di Brandeburgo[29];
- Beatrice (1344 – 1359), andata sposa ad Erik XII (1339 – 1359), re di Svezia, come ci conferma il Scriptores Minores Historiæ Danicæ medii ævi (Copenhagen), Vol. II, Chronica Archiepiscoporum Lundensium[30];
- Agnese (1345 – 1352)
- Luigi (1347 – 1348)

## Ascendenza
|                          |                        |                             | Genitori                 |  |  | Nonni |  |  | Bisnonni           |  |  | Trisnonni          |  |
|                          |                        |                             |                          |  |  |       |  |  | Giovanni d'Avesnes |  |  | Burcardo d'Avesnes |  |
|                          |                        |                             |                          |  |  |       |  |  | Giovanni d'Avesnes |  |  | Burcardo d'Avesnes |  |
|                          |                        | Margherita II delle Fiandre |                          |  |  |       |  |  | Giovanni d'Avesnes |  |  |                    |  |
| Giovanni I di Hainaut    |                        |                             |                          |  |  |       |  |  | Giovanni d'Avesnes |  |  |                    |  |
|                          |                        | Adelaide d'Olanda           | Fiorenzo IV d'Olanda     |  |  |       |  |  |                    |  |  |                    |  |
|                          |                        | Adelaide d'Olanda           | Fiorenzo IV d'Olanda     |  |  |       |  |  |                    |  |  |                    |  |
|                          |                        | Adelaide d'Olanda           | Matilde di Brabante      |  |  |       |  |  |                    |  |  |                    |  |
| Guglielmo I di Hainaut   |                        | Adelaide d'Olanda           |                          |  |  |       |  |  |                    |  |  |                    |  |
|                          |                        | Enrico V di Lussemburgo     | Valerano III di Limburgo |  |  |       |  |  |                    |  |  |                    |  |
|                          |                        | Enrico V di Lussemburgo     | Valerano III di Limburgo |  |  |       |  |  |                    |  |  |                    |  |
|                          |                        | Enrico V di Lussemburgo     | Ermesinda di Lussemburgo |  |  |       |  |  |                    |  |  |                    |  |
| Filippa di Lussemburgo   |                        | Enrico V di Lussemburgo     |                          |  |  |       |  |  |                    |  |  |                    |  |
|                          |                        | Margherita di Bar           | Enrico II di Bar         |  |  |       |  |  |                    |  |  |                    |  |
|                          |                        | Margherita di Bar           | Enrico II di Bar         |  |  |       |  |  |                    |  |  |                    |  |
|                          |                        | Margherita di Bar           | Filippa di Dreux         |  |  |       |  |  |                    |  |  |                    |  |
| Margherita II di Hainaut |                        | Margherita di Bar           |                          |  |  |       |  |  |                    |  |  |                    |  |
|                          | Filippo III di Francia | Luigi IX di Francia         |                          |  |  |       |  |  |                    |  |  |                    |  |
|                          | Filippo III di Francia | Luigi IX di Francia         |                          |  |  |       |  |  |                    |  |  |                    |  |
|                          | Filippo III di Francia | Margherita di Provenza      |                          |  |  |       |  |  |                    |  |  |                    |  |
| Carlo di Valois          | Filippo III di Francia |                             |                          |  |  |       |  |  |                    |  |  |                    |  |
|                          |                        | Isabella d'Aragona          | Giacomo I d'Aragona      |  |  |       |  |  |                    |  |  |                    |  |
|                          |                        | Isabella d'Aragona          | Giacomo I d'Aragona      |  |  |       |  |  |                    |  |  |                    |  |
|                          |                        | Isabella d'Aragona          | Iolanda d'Ungheria       |  |  |       |  |  |                    |  |  |                    |  |
| Giovanna di Valois       |                        | Isabella d'Aragona          |                          |  |  |       |  |  |                    |  |  |                    |  |
|                          |                        | Carlo II d'Angiò            | Carlo I d'Angiò          |  |  |       |  |  |                    |  |  |                    |  |
|                          |                        | Carlo II d'Angiò            | Carlo I d'Angiò          |  |  |       |  |  |                    |  |  |                    |  |
|                          |                        | Carlo II d'Angiò            | Beatrice di Provenza     |  |  |       |  |  |                    |  |  |                    |  |
| Margherita d'Angiò       |                        | Carlo II d'Angiò            |                          |  |  |       |  |  |                    |  |  |                    |  |
|                          |                        | Maria d'Ungheria            | Stefano V d'Ungheria     |  |  |       |  |  |                    |  |  |                    |  |
|                          |                        | Maria d'Ungheria            | Stefano V d'Ungheria     |  |  |       |  |  |                    |  |  |                    |  |
|                          |                        | Maria d'Ungheria            | Elisabetta dei Cumani    |  |  |       |  |  |                    |  |  |                    |  |
|                          |                        | Maria d'Ungheria            |                          |  |  |       |  |  |                    |  |  |                    |  |

### Fonti primarie
- (LA)  Monumenta Germaniae Historica, Scriptores, tomus XXIV.
- (LA)  Monumenta Germaniae Historica, Scriptores, tomus XXV.
- (LA)  Chronologia Johannes de Bek.
- (LA)  Fœdera, Conventiones, Literæ 3rd Edn (London), Tome II, Pars II.
- (LA)  Henricus Dapifer de Diessenhoven 1316-1361.
- (LA)  Scriptores Minores Historiæ Danicæ medii ævi (Copenhagen), Vol. II, Chronica Archiepiscoporum Lundensium.

### Letteratura storiografica
- W.T. Waugh, "Germania: Ludovico il Bavaro", cap. IX, vol. VI (Declino dell'impero e del papato e sviluppo degli stati nazionali) della Storia del Mondo Medievale, 1999, pp. 372–400.
- W.T. Waugh, "Germania: Carlo IV", cap. X, vol. VI (Declino dell'impero e del papato e sviluppo degli stati nazionali) della Storia del Mondo Medievale, 1999, pp. 401–422.
- Alexander Bruce Boswell, "l'ordine teutonico", cap. XIII, vol. VI (Declino dell'impero e del papato e sviluppo degli stati nazionali) della Storia del Mondo Medievale, 1999, pp. 501–530.
- Bernard L. Manning, "Inghilterra: Edoardo III e Riccardo II", cap. XIII, vol. VI (Declino dell'impero e del papato e sviluppo degli stati nazionali) della Storia del Mondo Medievale, 1999, pp. 718–783.
- Henry Pirenne, "I Paesi Bassi", cap. XII, vol. VII (L'autunno del Medioevo e la nascita del mondo moderno) della Storia del Mondo Medievale, 1999, pp. 411–444.
- (FR)  Général baron Guillaume,  Guillaume Ier, Accademia Reale del Belgio, Biographie Nationale, vol. 8, Bruxelles, 1885, pagg. 475-478